# Pathet Lao

Laos flagga, används som symbol för Pathet Lao 1975.

Pathet Lao, är en kommunistisk rörelse i Laos, grundad 1949 av prins Souphanouvong med stöd av Vietminh i Vietnam. År 1955 ombildades rörelsens politiska del till Neo Lao Hakxat, medan den stridande delen behöll namnet Pathet Lao.

## Organisation
Den politiska rörelse Pathet Lao kallades först Laos folkparti (1955-1972) och senare Laotiska revolutionära folkpartiet (1972-idag). Ledarskapet inkluderar Prins Souphanouvong, Kaysone Phomvihane, Phoumi Vongvichit, Nouhak Phoumsavanh och Khamtay Siphandone.
Den politiska grenen av Pathet Lao, kallad Neo Lao HakXat, deltog i flera koalitionsregeringar, med start 1956. Under 1960- och 1970-talen kämpade Pathet Lao för den kungliga laotiska regeringen under Laotiska inbördeskriget, och tog kontroll över de norra och östra delarna av Laos. Pathet Lao fick makten i hela landet under våren 1975. I maj, föll den USA-stödda Vientiane-regeringen och Laotiska revolutionära folkpartiet bildade en ny regering.

## Historia
Organisationen kan spåra sina rötter från andra världskriget precis som Khmer Issarak i Kambodja och Vietminh och Vietnamesiska folkarmén i Vietnam också gjorde i kriget. Dess ursprungliga namn har glömts bort, men 1950 döptes det till Pathet Lao, då det antogs av Laos styrkor under prins Prins Souphanouvong, som gick med i Vietminhs uppror mot de koloniala franska myndigheterna i Indokina under Indokinakriget.
I augusti 1950 gick prins Souphanouvong med Vietminh i deras högkvarter norr om Hanoi, Vietnam, och blev chef för Pathet Lao, tillsammans med dess politiska gren. Pathet Lao grundade en motståndsregering med medlemmarna prins Souphanouvong (premiärminister, utrikesminister), Kaysone Phomvihane (försvarsminister), Nouhak Phoumsavanh (ekonomiminister), Phoumi Vongvichit (vice premiärminister, inrikesminister), Souk Vongsak, Sithon Kommadam och Faydang Lobliayao. Detta var ett försök att ge en falsk auktoritet till den laotiska kommunistiska rörelsen genom att hävda att den representerade en enad opartisk front. Två av dess viktigaste grundare var medlemmar i indokinesiska kommunistpartiet, som ville störta monarkin samt göra sig fria från Frankrike.
År 1953, gjorde Pathet Lao en invasion av Laos tillsammans med Vietminhs styrkor. De etablerade en regering vid Viengxay i Houaphanprovinsen i nordöstra Laos. Kommunisterna började göra insteg i centrala Laos med stöd av Vietminh och ett inbördeskrig utbröt. Pathet Lao ockuperade snabbt större delen av landet.

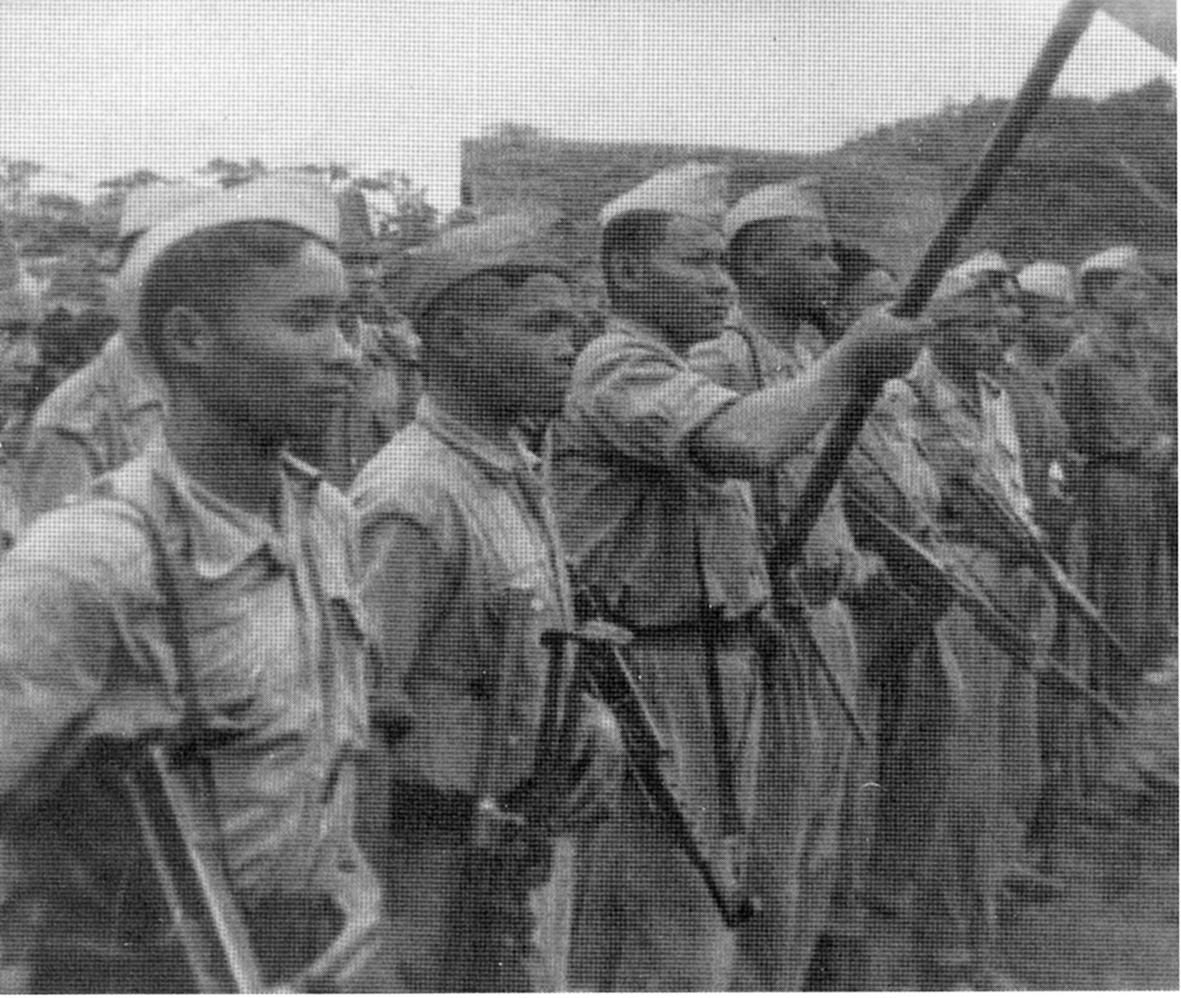
Pathet Lao vid Xam Nuea 1953.

Vid Genèvekonferensen 1954 träffades avtal om ett tillbakadragande av utländska styrkor, och tillät Pathet Lao att etablera sig som en regim i Laos två norra provinser. Vietminh gjorde, trots överenskommelsen, aldrig något riktigt tillbakadragande från gränsområdena i Laos och Pathet Lao fortsatte att fungera nästan som en lokalorganisation för Vietminh. Två månader efter konferensen, bildade Vietminh enheten Grupp 100 med huvudkvarter i Ban Nameo, en enhet som i praktiken kontrollerade och styrde Pathet Lao-rörelsen.
I slutet av 1950-talet, hade Nordvietnam ockuperat områden i östra Laos. Området användes som transitväg för soldater och förnödenheter avsedda för upproret i Sydvietnam. I september 1959 bildade Nordvietnam Grupp 959 i Laos med syfte att bygga upp Pathet Lao till en starkare motkraft mot den laotiska kungliga regeringen. Grupp 959 levererade öppet utbildning och militärt stöd till Pathet Lao. Den typiska strategin under denna tid för nordvietnameserna var att attackera först, men sedan skicka in Pathet Lao i slutet av kampen för att hävda "segern".

### 1960- och 1970-talet
På 1960-talet, gjordes flera försök till neutrala avtal och koalitionsregering men eftersom Nordvietnam inte hade för avsikt att dra sig tillbaka från Laos, misslyckades dessa avtal. I mitten av 1960-talet, hade landet ofrivilligt fallit i ett krig mellan pro-USA och pro-vietnamesiska irregulära militära grupper. År 1968, gjorde Nordvietnam en stor invasion av Laos. Pathet Lao drevs åt sidan i konflikten och reducerades till rollen av en hjälpkraft till den nordvietnamesiska armén. Det gick inte att stå emot de tunga sovjetiska och kinesiska vapnen samt de numerärt betydligt större vietnamesiska styrkorna och den kungliga laotiska armén gav upp konflikten efter stora förluster.
Kort efter fredsavtalen i Paris avslutades USA:s inblandning i Vietnamkriget, och Pathet Lao och regeringen i Laos undertecknade ett eldupphöravtal, Vientianefördraget, i februari 1973.
Koalitionsregering som anges i fördraget överlevde det dock inte längre. Pathet Lao vägrade att avväpna och nordvietnamesiska armén ville inte lämna landet. I slutet av maj 1975 började Pathet Lao, med direkt bistånd i nordvietnamesiska armén, attackera regeringsfästen. Med den sydvietnamesiska regeringens kapitulation till den nordvietnamesiska och Viet Cong den 30 april 1975, och den kambodjanska regeringen kapitulation till Röda khmererna den 17 april, beslöt de icke-kommunistiska delarna av den nationella regeringen att låta Pathet Lao tillträda makten vilket skulle var bättre än att de skulle ta den med våld. Den 23 augusti 1975 gick Pathet Laos styrkor i all tysthet in i Laos huvudstad Vientiane.
Den 2 december 1975 tog Pathet Lao slutligt över regeringsmakten, avskaffade monarkin och utropade Laos Demokratiska folkrepublik. Kort därefter undertecknade Pathet Lao ett avtal med Vietnam som tillät Vietnam att stationera en del av sin armé i landet och att skicka politiska och ekonomiska rådgivare till Laos. Vietnam tvingade sedan Laos att skära av eventuella kvarvarande ekonomiska band till sina övriga grannar, bland annat Thailand och Kambodja. Numera ses 'Pathet Lao' ofta åberopas som en allmän term för att beteckna Laotisk nationalism.